# Massacre de Nicosie
 (octobre 2022).

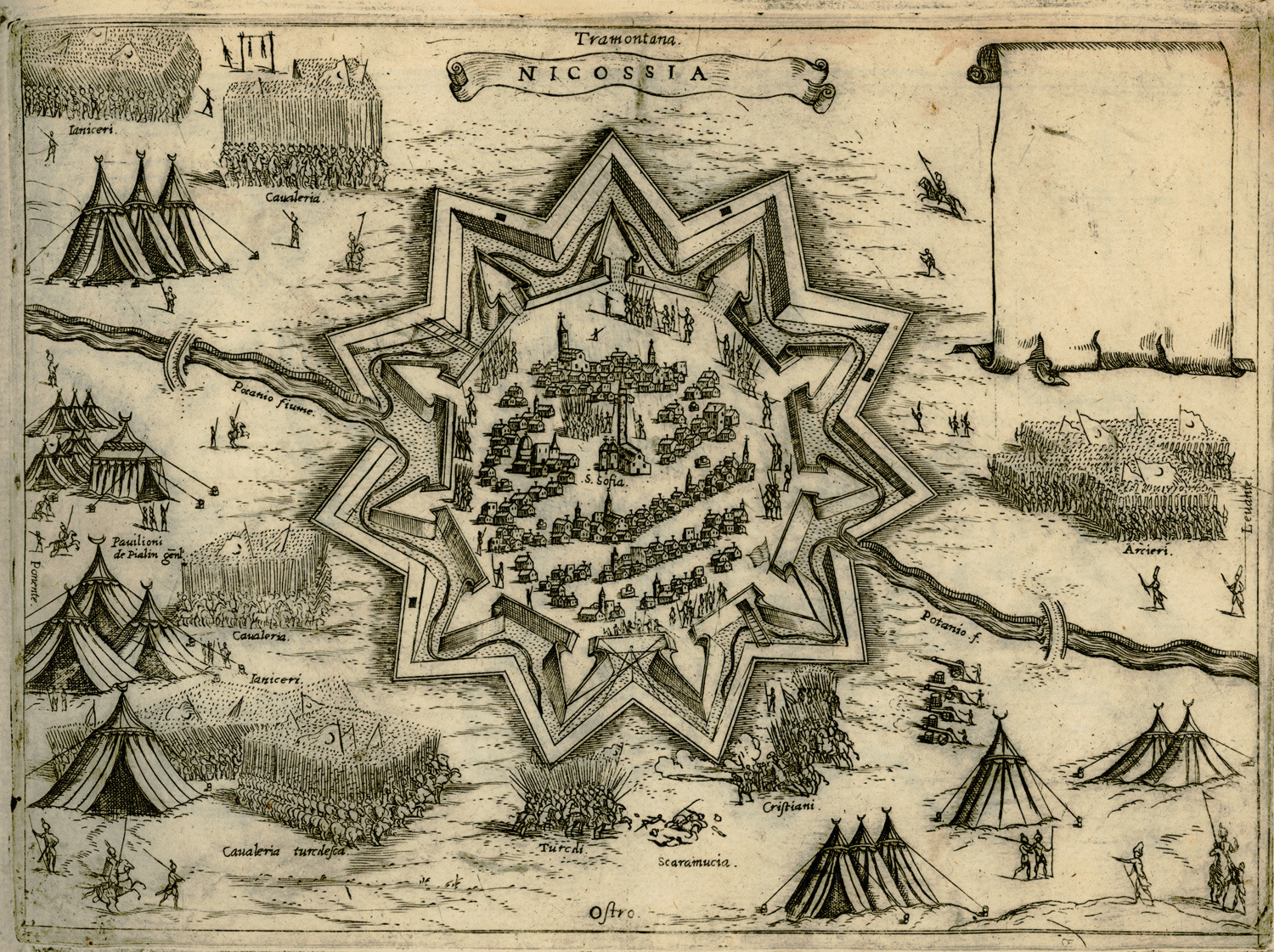
Plan du siège de Nicosie par Giovanni Camoccio en 1574.

Le massacre de Nicosie est un massacre commis par les Ottomans pendant la guerre vénéto-ottomane (1570-1573).

## Massacre
Le 1er juillet 1570, Chypre passe sous la domination des Turcs ottomans. Le 22 juillet, Piyale Pacha ayant capturé Paphos, Limassol et Larnaca fait marcher son armée vers Nicosie et fait le siège de la ville. La ville a réussi à durer 40 jours sous le siège jusqu'à sa chute le 9 septembre 1570. Environ 20 000 habitants grecs sont morts pendant le siège et chaque église, bâtiment public et palais ont été pillés. Nicosie avait une population estimée à 21 100 personnes avant l'invasion ottomane, et sur la base des données du recensement ottoman de 1572, la population avait été réduite à 1 100-1 200 personnes. La dévastation de la ville était si étendue que pendant les quelques années suivant la conquête, un certain nombre de villages de l'île avaient une population plus importante que Nicosie. Les principales églises ont été converties en mosquées, comme la conversion de la cathédrale Sainte-Sophie.